# Eli Parsons
Eli Parsons (Eli Burton Parsons; * 24. September 1884 in Troy, Pennsylvania; † 19. November 1945) war ein US-amerikanischer Mittelstreckenläufer und Sprinter.
Bei den Olympischen Zwischenspielen 1906 in Athen wurde er Siebter über 800 m und schied über 400 m im Vorlauf aus.
1906 und 1907 wurde er US-Hallenmeister über 600 Yards. Für die Yale University startend wurde er 1904 und 1905 IC4A-Meister über 880 Yards.

## Persönliche Bestzeiten
- 880 Yards: 1:56,0 min, 27. Mai 1905, Philadelphia (entspricht 1:55,3 min über 800 m)
  - Halle: 1:53,9 min, 19. März 1904, Buffalo (ehemalige Hallen-Weltbestzeit; entspricht 1:53,9 min über 800 m)